# Serie A 2004-05
La Serie A 2004–05 (coneguda com a Sèrie A TIM per motius de patrocini) va ser la 103a Lliga italiana de futbol i la 73a temporada d'ençà que es disputa en sistema de lliga. Es va ampliar per contenir 20 clubs, que van jugar 38 partits entre ells, en lloc dels 34 de les temporades anteriors, mentre que els descensos es van reduir a tres. La Copa Campioni d'Itàlia es va presentar als guanyadors al camp per primera vegada.
La Juventus FC va ser originalment el club campió, però després de l'escàndol del 2006 conegut com a Calciopoli, el títol fou anul·lat i declarat desert.

## Normativa
Els dos primers equips es van classificar directament a la Lliga de Campions de la UEFA, els equips que van acabar al tercer i quart lloc van haver de jugar les classificacions a la Lliga de Campions, els equips que van acabar al cinquè i sisè llocs es van classificar per a la Copa de la UEFA (un altre lloc es va donar al guanyador de la Coppa Itàlia), mentre que només els tres últims equips havien de baixar a la Sèrie B, la segona divisió italiana, després d'un canvi de reglament.
La Juventus va acabar com a campiona; tanmateix, posteriorment van ser desposseïts del títol per la seva implicació en l'escàndol de Calciopoli. L'escàndol també va estar implicat en l'escàndol i el títol d'aquella temporada no va ser atorgat a cap club. L'Udinese es va classificar per a la UEFA Champions League per primera vegada en la seva història. El Palerm, en la seva primera campanya de la Sèrie A en més de 30 anys, va acabar en sisena posició, classificant-se per a la Copa de la UEFA per primera vegada en la seva història. La Roma es va classificar per a la Copa de la UEFA com a subcampió de la Copa Itàlia perquè el guanyador de la Copa, l'Inter, ja s'havia classificat per a la Lliga de Campions.
Dos equips, el Brescia i l'Atalanta, van baixar directament a la Sèrie B, mentre que el tercer lloc de descens s'havia de decidir entre tres equips (ACF Fiorentina, Bolonya i Parma), comptant només l'anomenada classifica avulsa; és a dir, la taula composta únicament pels sis partits entre els tres equips. Bolonya i Parma van tenir menys punts, i van jugar el desempat del descens. El desempat el va guanyar el Parma, que va ser derrotat per 0–1 a casa, però va guanyar 0–2 a casa al partit de tornada. Aquest mètode de classificació d'equips amb totals de punts iguals va ser abolit per a la temporada 2005-06, però es va tornar a la temporada 2022-23.

## Classificació
- Font: www.resultados-futbol.com/serie_a2005'